# Ulodesmus major
Ulodesmus major är en mångfotingart som beskrevs av Lawrence 1953. Ulodesmus major ingår i släktet Ulodesmus och familjen Gomphodesmidae. Inga underarter finns listade i Catalogue of Life.